# Çingiz Mustafayev (Sänger)
Çingiz Mustafayev (* 11. März 1991 in Moskau) ist ein aserbaidschanischer Sänger. Er tritt als Sänger unter seinen Vornamen Chingiz auf.

## Leben
Die musikalische Karriere von Çingiz Mustafayev begann im Jahr 2007, als er in der aserbaidschanischen Version der Sendung Pop Idol gewann. Als Mitglied von Milk & Kisses nahm er 2010 an dem Festival New Wave in Jūrmala teil. 2011 versuchte er sein Land beim Eurovision Song Contest zu vertreten. Er unterlag Ell und Niki, denen es gelang, den ersten Sieg für das kaukasische Land in der Geschichte der Liedfestivals zu gewinnen. 2013 repräsentierte Chingiz sein Land erneut bei New Wave, diesmal solo.
Am 8. März 2019 wurde es offiziell, dass er sein Land beim Eurovision Song Contest 2019 mit seinem Lied Truth vertreten würde. Er erreichte im Finale des Wettbewerbs den achten Platz.

## Diskografie

### Singles
| - 2018: Qürbət - 2018: Get - 2019: Tənha Gəzən - 2019: Truth - 2019: Bir Sözlə - 2020: Güven Bana - 2020: From Past To Present - 2020: Xilaskar (mit Farid Aqa) - 2020: Dayan Zaman - 2020: Can-Can - 2020: Qarabağ | - 2021: Gülzar İstərəm - 2021: Dəyməz - 2021: Yenə Mənəm - 2022: Ay Qız - 2022: Vay Vay - 2023: Beni Benden Alan - 2023: Gözümün Bəbəyi - 2023: Söz - 2024: Vicdan - 2024: Her Şey İçinde |